# 向上庵のシダレザクラ
向上庵のシダレザクラ（こうじょうあんのシダレザクラ）は、かつて茨城県土浦市に生育していたシダレザクラの巨木である。毎日新聞の虚偽報道で知られる。

## 由来
生育地であった翠巌山向上庵（すいがんさんこうじょうあん）は、暦応年間（1338年 - 1342年）に小田氏の第8代当主である小田治久が創建したと伝えられる。創建当初は臨済宗中峯派に属していたが、その後臨済宗建長寺派の寺院となった。向上庵は、天正年間（1573年 - 1592年）の戦火によって堂宇を失っている。 
向上庵のある小野地区は筑波山麓に位置し、平安時代の名高い歌人でその美貌でも知られる小野小町ゆかりの地といわれる。京からみちのくへの旅路で病を得た小町はこの地で力尽き、村長の家で手厚く介抱されたが、元慶7年（883年）7月7日、69歳で亡くなったと伝えられ、小野地区には彼女の墓標とされる五輪塔が残されている。
向上庵への参道は細い石段が続き、その石段脇、本堂のすぐ前にこのシダレザクラの巨木がそびえていた。 樹齢は約300年、樹高はおよそ10メートル、幹回りは3メートル、四方に広がる枝張りは約15メートルに達していた。地上から約3メートルのところで幹が二股に分かれ、満開の時分には大きな花傘のような美しい花姿を見せ、樹勢は旺盛であった。このシダレザクラは、1970年5月25日に茨城県の天然記念物の指定を受けた。

## 虚偽記事騒動
2012年（平成24年）4月10日、毎日新聞茨城県版の紙面に、このシダレザクラの満開を伝える記事が掲載された。茨城県版紙面の「天然記念物を訪ねて」というコラムで、見ごろを迎えたシダレザクラと花見客でにぎわう向上庵境内の様子を紹介し、満開のシダレザクラの写真も掲載されていた。しかし、このシダレザクラは2011年9月21日、台風15号の影響による強風で根元から折れてしまっていた。シダレザクラはやむなく伐採され、茨城県教育委員会が2012年度中の茨城県天然記念物指定解除を検討していた矢先に、この虚偽記事が掲載されていたのだった。
向上庵は「事前の取材はなかった」と困惑し、同年4月11日に土浦市はこの記事の訂正を毎日新聞社に求めた。この記事を執筆したのは毎日新聞社外部の有識者で、紙面に掲載された満開のシダレザクラの写真もこの有識者が前年中に撮影したものだった。締切日の関係で、シダレザクラの現況を確認せずに記事を執筆したとのことで、「迷惑をかけた」と話していたという。この事態を受けて毎日新聞は、4月12日付の茨城県版紙面にお詫びの記事を掲載している。

## 所在地
- 茨城県土浦市小野1171（向上庵境内）

交通アクセス
- 東日本旅客鉄道（JR東日本）常磐線土浦駅下車、タクシーで約30分。
- 常磐自動車道土浦北インターチェンジから北西へ7.5km。